# 三河槙原站
三河槙原站（日语：／ Mikawa-makihara eki */?）是位於愛知縣新城市豐岡字2號，東海旅客鐵道（JR東海）的飯田線車站。

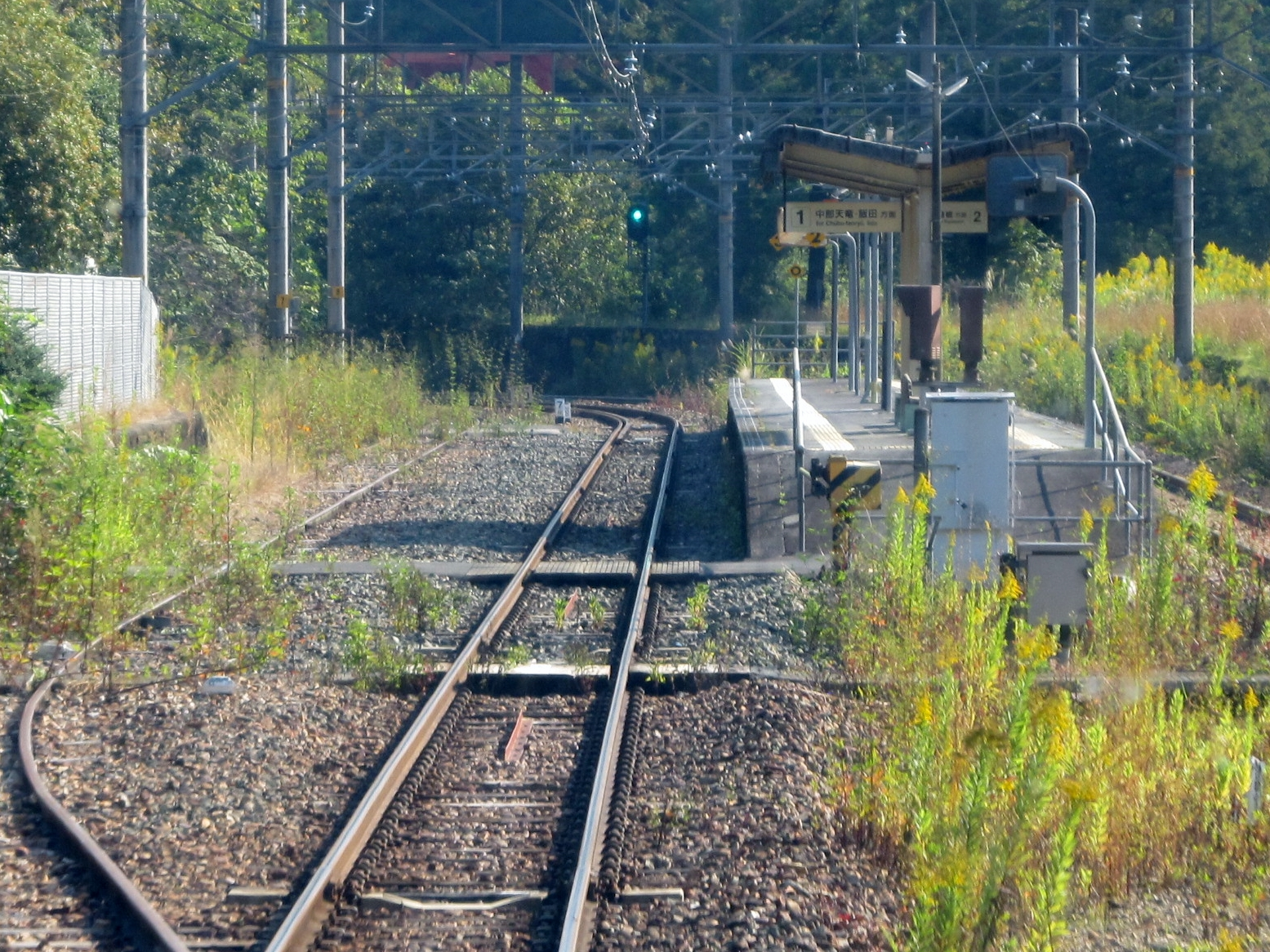
月台全景(2022年10月)

## 歷史
此站附近曾經設有採石場，設有礫石運送業務。在1971年（昭和46年）12月，貨運業務終止。
- 1923年（大正12年）2月1日 - 鳳來寺鐵道開設車站[3]。
- 1943年（昭和18年）8月1日 - 鳳來寺鐵道被國有化，成為飯田線的一部分[3][4]。
- 1971年（昭和46年）12月1日 - 結束貨物和行李起卸業務[3]。
- 1979年（昭和54年）5月26日 - 愛知縣民之森（日语：愛知県民の森）舉行第30屆全國植樹祭（日语：全国植樹祭）。在豐橋至此站之間開設皇家列車[5]。昭和天皇、香淳皇后乘坐該列車。
- 1987年（昭和62年）4月1日 - 伴隨國鐵分割民營化，車站由東海旅客鐵道（JR東海）營運[3][4]。

## 車站構造
車站是一座地面車站，設有1面2線島式月台。車站北邊設有1號月台，南邊設有2號月台。
車站大樓位於車站北邊。月台與大樓之間設有站內平交道。此站是豐川站由無人車站。

### 月台
| 月台 | 路線   | 上下行 | 方向               |
| ---- | ------ | ------ | ------------------ |
| 1    | 飯田線 | 下行   | 中部天龍、飯田方向 |
| 2    | 飯田線 | 上行   | 豐橋方向           |

## 車站周邊
車站附近為村落地帶，於大正時代已經形成。車站位於豐川支流宇連川（三輪川）右岸，在對面岸設有國道151號。
車站東邊設有愛知縣民之森。

## 相鄰車站
東海旅客鐵道（JR東海）
 飯田線
■快速（只有上行班次）
湯谷溫泉←三河槙原←三河川合
■普通
湯谷溫泉－三河槙原－柿平（※）－三河川合
（※）部分普通列車通過柿平站。

## 注腳
1. ↑  JR東海移動等便利化取組報告書
2. ↑  『鳳来町誌』交通史編、追補鉄道の発展113頁
3. 1 2 3 4  『停車場変遷大事典』2、100頁
4. 1 2  曾根悟（監修）. 朝日新聞出版分冊百科編集部（編集） , 编. . 週刊 歴史でめぐる鉄道全路線 国鉄・JR (朝日新聞出版). 2009-07-26, (3): 15–17 （日语）.
5. ↑  《鐵道迷》1979年8月號，70-75頁。
6. ↑  『中部ライン全線・全駅・全配線』第4卷，pages=35頁（配線圖），p74。方角的配線圖與實際地圖比較對照。
7. ↑  『東海旅客鉄道20年史』，732、733頁
8. 1 2  採用車站時間表的方向資訊。詳情參見JR東海官方網站的各站時間表 （页面存档备份，存于）（截至2015年1月）。
9. ↑  『日本歷史地名大系』23、960-961頁